# Gornje Vrsinje
Gornje Vrsinje (cyr. Горње Врсиње) – wieś w Bośni i Hercegowinie, w Republice Serbskiej, w gminie Milići. W 2013 roku liczyła 143 mieszkańców.